# Eclissi solare del 31 agosto 1989
L'Eclissi solare del 31 agosto 1989 è stato un evento astronomico che ha avuto luogo il suddetto giorno attorno alle ore 05:31 UTC. Tale evento ha avuto luogo nell'Africa meridionale e nella parte dell'Antartide vicino all'Oceano Indiano. L'eclissi del 31 agosto 1989 è stata la seconda eclissi solare nel 1989 e la 203ª nel XX secolo. La precedente eclissi solare si è verificata il 7 marzo 1989, la seguente il 26 gennaio 1990.
Il giorno della luna nuova (novilunio), la differenza tra le distanze apparenti di luna e sole osservate sulla terra è estremamente piccola. In tale momento, se la luna si trova in prossimità del nodo lunare, cioè uno dei due punti in cui la sua orbita interseca l'eclittica, si verifica un'eclissi solare. Quando vi è assenza di ombra e la penombra raggiunge parte dell'estremità settentrionale o meridionale della terra, si verifica un'eclissi solare parziale, che si verifica quindi presso le regioni polari della Terra.

## Percorso e visibilità
Questa eclissi solare parziale si è manifestata nell'Africa centrale sudorientale, nell'Africa meridionale centrale e orientale, nell'Africa meridionale orientale, in circa un terzo del territorio antartico vicino all'Oceano Indiano e nelle acque dell'Oceano Indiano sud-occidentale.

## Eclissi correlate

### Eclissi solari 1986 - 1989
Questa eclissi è un membro di una serie semestrale. Un'eclissi in una serie semestrale di eclissi solari si ripete approssimativamente ogni 177 giorni e 4 ore (un semestre) in nodi alternati dell'orbita della Luna.